# Asa Akira
Asa Akira (ur. 2 stycznia 1986 w Nowym Jorku) – amerykańska modelka i aktorka filmów pornograficznych. Swój pseudonim zapożyczyła z mangi Akira. 24 stycznia 2019 została wprowadzona do Galerii Sław AVN, a w styczniu 2023 trafiła do alei sław Brazzers Hall of Fame.

## Życiorys

### Wczesne lata
Urodziła się na Manhattanie w Nowym Jorku. Jej rodzice pochodzili z Japonii, ojciec z Tokio, a matka z okolic Ōsaki. Między szóstym a trzynastym rokiem życia mieszkała w Japonii, gdzie chodziła do amerykańskich szkół. W wieku dziewięciu lat przeniosła się do Tokio, gdzie ojciec fotograf dostał pracę. Mając 13 lat powróciła do Stanów Zjednoczonych, gdzie jej dziadek przez 45 lat był dyplomatą. Mieszkała w Downtown Brooklyn i Clinton Hill na Brooklynie. Zdobyła stypendium w United Nations International School (UNIS). W latach 2001–2002 uczęszczała do nowojorskiej Washington Irving High School w Gramercy Park, a następnie City-As-School High School, którą ukończyła w roku 2004.

### Kariera
W wieku 19 lat pracowała jako domina, partnerka grająca dominującą rolę w stosunkach sadomasochistycznych, a także jako striptizerka w nowojorskim Hustler Club. Jej medialna kariera zaczęła się w radiu w latach 2006–2007 w audycji Bubba the Love Sponge. W programie poznała aktorkę porno Ginę Lynn, która zaproponowała jej pracę w branży pornograficznej. W 2006 roku, mając dwadzieścia lat, wzięła udział w kilku scenach jedynie z udziałem kobiet, głównie z Lynn. Jej pierwsza scena z mężczyzną nakręcona została z Travisem Knightem dla Gina Lynn Productions w Top Notch Bitches #7 (2008). W 2008 został uznana za odkrycie roku. Trzy lata później zdobyła kolejne nominacje i nagrody AVN Award i Urban X Award. W 2012 roku przyznano jej nagrodę XBIZ Award i XRCO Award w kategorii wykonawczyni roku. Najwięcej nagród przyniósł jej film Asa Akira Is Insatiable 2 (2012).
Pojawiła się w filmie niezależnym Gwiazdeczka (Starlet, 2012) u boku Josha Sussmana i Manuela Ferrary, a także w kilku parodiach porno, w tym Sailor Poon: A XXX Interactive Parody (2012), Barbarella XXX: An Axel Braun Parody (2015), Magic Mike XXXL: A Hardcore Parody (2015), Suicide Squad XXX: An Axel Braun Parody (2016) jako Katana i The Empire Strikes Back XXX: An Axel Braun Parody (2017). W latach 2009−2013 pracowała dla Kink.com w scenach sadomasochistycznych, takimi jak uległość, głębokie gardło, rimming, cunnilingus, kobieca ejakulacja, fisting analny i pochwowy, pegging, gang bang, bukkake, fetysz stóp, plucie i bicie. Były to serie Bound Gang Bangs, Sex and Submission, Whipped Ass i Wired Pussy z Ramónem Nomarem, Jamesem Deenem, Markiem Davisem, Mickiem Blue, Mr. Pete, Chanel Preston, Krissy Lynn, Tią Ling i Sunset Diamond.
7 stycznia 2018 wzięła udział w happeningu podczas Dnia Jazdy Metrem Bez Spodni. Wystąpiła w sesji zdjęciowej kolekcji na sezon jesień/zima 2018 serwisu Pornhub we współpracy z marką Richardson.

## Życie prywatne
Spotykała się z Spice Boyem (od lipca 2006 do lutego 2007), producentem 25 Cent (2007), kamerzystą Hammilem (2007) i aktorami porno – Juliánem Ríosem i Christianem XXX (2012). W latach 2009–2012 była związana z aktorem porno Rocco Reedem.
W grudniu 2012 poślubiła aktora, producenta i reżysera filmów pornograficznych Toniego Ribasa. W 2017 rozwiedli się. Zamieszkała w Los Angeles.

## Nagrody i nominacje
| Rok  | Nagroda                 | Kategoria                                               | Film                             | Inni wykonawcy                | Rezultat  |
| ---- | ----------------------- | ------------------------------------------------------- | -------------------------------- | ----------------------------- | --------- |
| 2009 | XBIZ Award              | Nowa gwiazdeczka roku                                   | -                                | -                             | Nominacja |
| 2010 | Urban X Award           | Wykonawczyni roku                                       | -                                | -                             | Nominacja |
| 2010 | Urban X Award           | Orgasmic Oralist                                        | -                                | -                             | Nominacja |
| 2010 | XRCO Award              | Samotna wykonawczyni                                    | -                                | -                             | Nominacja |
| 2010 | XBIZ Award              | Nowa gwiazdeczka roku                                   | -                                | -                             | Nominacja |
| 2010 | XBIZ Award              | Wykonawczyni roku                                       | -                                | -                             | Nominacja |
| 2011 | Urban X Award           | Najlepsza scena seksu dziewczyna/dziewczyna             | Sophie Dee’s Pussy Adventures    | Sophie Dee i London Keyes     | Nominacja |
| 2011 | Urban X Award           | Najlepsza scena seksu w parze                           | Vajazzled                        | Mr. Pete                      | Wygrana   |
| 2011 | Urban X Award           | Gwiazda porno roku                                      | -                                | -                             | Wygrana   |
| 2011 | XRCO Award              | Wykonawczyni roku                                       | -                                | -                             | Nominacja |
| 2011 | XRCO Award              | Orgasmic Oralist                                        | -                                | -                             | Nominacja |
| 2011 | XBIZ Award              | Wykonawczyni roku                                       | -                                | -                             | Nominacja |
| 2011 | XBIZ Award              | Gwiazda porno wortalu rokur                             | AsaAkira.com                     | -                             | Nominacja |
| 2012 | Galaxy Award            | Najlepsza osobowość sieci Website (Ameryka Północna)    | -                                | -                             | Wygrana   |
| 2012 | Urban X Awards          | Wykonawczyni roku                                       | -                                | -                             | Nominacja |
| 2012 | Urban X Awards          | Orgasmic Oralist                                        | -                                | -                             | Nominacja |
| 2012 | Urban X Awards          | Najlepsza scena seksu trójosobowego                     | Asa Akira Is Insatiable 2        | Katsuni i Manuel Ferrara      | Nominacja |
| 2012 | Urban X Awards          | Najlepsza scena seksu analnego                          | Asa Akira Is Insatiable 2        | Nacho Vidal                   | Nominacja |
| 2012 | Urban X Awards          | Najlepsza scena seksu w parze                           | Prince the Penetrator            | Prince Yahshua                | Nominacja |
| 2012 | Urban X Awards          | Najlepsza scena seksu analnego                          | L is For London                  | London Keyes i Manuel Ferrara | Nominacja |
| 2012 | XBIZ Award              | Wykonawczyni roku                                       | -                                | -                             | Wygrana   |
| 2012 | XBIZ Award              | Gwiazda porno wortalu roku                              | AsaAkira.com                     | -                             | Nominacja |
| 2012 | XRCO Award              | Wykonawczyni roku                                       | -                                | -                             | Wygrana   |
| 2012 | XRCO Award              | Superslut                                               | -                                | -                             | Wygrana   |
| 2012 | XRCO Award              | Orgasmic Analist                                        | -                                | -                             | Nominacja |
| 2012 | XRCO Award              | Orgasmic Oralist                                        | -                                | -                             | Nominacja |
| 2012 | NightMoves Award        | Najlepszy tyłek (wybór redaktorów)                      | -                                | -                             | Nominacja |
| 2013 | Sex Awards              | Gwiazda porno rokuw                                     | -                                | –                             | Wygrana   |
| 2013 | Sex Awards              | Idealna para porno na ekranie (dziewczyna / dziewczyna) | –                                | Jessica Drake                 | Wygrana   |
| 2013 | Sex Awards              | Film roku dla dorosłych                                 | Asa Akira is Insatiable 3 (2012) | –                             | Wygrana   |
| 2013 | XBIZ Award              | Wykonawczyni roku                                       | -                                | -                             | Nominacja |
| 2013 | XBIZ Award              | Najlepsza scena – parodia                               | Not Animal House XXX             | Anthony Rosano                | Nominacja |
| 2013 | XBIZ Award              | Wykonawczyni wortalu roku                               | AsaAkira.com                     | -                             | Nominacja |
| 2013 | Galaxy Award            | Najlepsza wykonawczyni (Ameryka)                        | -                                | -                             | Wygrana   |
| 2013 | NightMoves Award        | Najlepsza etniczna wykonawczyni (wybór fanów)           | -                                | -                             | Wygrana   |
| 2013 | XRCO Award              | Superslut                                               | -                                | -                             | Nominacja |
| 2013 | XRCO Award              | Orgasmic Oralist                                        | -                                | -                             | Nominacja |
| 2013 | XRCO Award              | Wykonawczyni roku                                       | -                                | -                             | Wygrana   |
| 2013 | XRCO Award              | Orgasmic Analist                                        | -                                | -                             | Nominacja |
| 2014 | AVN Award               | Najlepsza internetowa gwiazda porno                     | AsaAkira.com                     | JoannaAngel.com               | Wygrana   |
| 2014 | NightMoves Award        | Najlepsze ciało według redakcji                         | -                                | -                             | Wygrana   |
| 2015 | XRCO Award              | Ulubienica mediów                                       | -                                | -                             | Wygrana   |
| 2017 | Urban Spice Award       | Hall of Fame - Ściana sławy                             | -                                | -                             | Wygrana   |
| 2017 | XBIZ Award              | Najlepsza aktorka drugoplanowa                          | DNA (2016)                       | -                             | Wygrana   |
| 2018 | XBIZ Award              | Najlepsza aktorka w parze                               | The Blonde Dahlia (2017)         | Michael Vegas                 | Wygrana   |
| 2019 | AVN Award               | Hall of Fame                                            | -                                | -                             | Wygrana   |
| 2019 | Nagroda portalu Pornhub | Najlepszy Fanklub                                       | -                                | -                             | Wygrana   |
| 2020 | XBIZ Cam Award          | Najlepsza gwiazda mediów społecznościowych premium      | -                                | -                             | Nominacja |

## Filmografia
| Rok  | Tytuł                                                  | Rola                | Reżyser                                    |
| ---- | ------------------------------------------------------ | ------------------- | ------------------------------------------ |
| 2012 | Gwiazdeczka (Starlet, (film fabularny)                 | w roli samej siebie | Sean Baker                                 |
| 2014 | Love, Jessica (reality show)                           | w roli samej siebie | Kai Soremekun                              |
| 2017 | Family Guy (Sezon 16 odcinek 1 "Emmy-Winning Episode") | w roli samej siebie | James Purdum, Dominic Bianchi i Peter Shin |

## Publikacje
- Insatiable: Porn – A Love Story, 2014, Grove Press, ISBN 978-0-8021-2259-9